# Gunzenberg (Gemeinde Friesach)
Gunzenberg ist eine Ortschaft in der Gemeinde Friesach im Bezirk Sankt Veit an der Glan in Kärnten (Österreich). Die Ortschaft hat 9 Einwohner (Stand 1. Jänner 2024). Sie liegt auf dem Gebiet der Katastralgemeinde St. Salvator.

## Lage
Die Ortschaft liegt im Norden des Bezirks St. Veit an der Glan, sonnseitig in den Metnitzer Alpen, gut 1 ½ Kilometer nordnordwestlich des Dorfs St. Salvator. Der Ort umfasst die benachbarten Höfe Steiner (Haus Nr. 3) und König (Nr. 4).

## Geschichte
Auf dem Gebiet der Steuergemeinde St. Salvator liegend, gehörte Gunzenberg in der ersten Hälfte des 19. Jahrhunderts zum Steuerbezirk Dürnstein. Bei Gründung der Ortsgemeinden in Verbindung mit den Verwaltungsreformen Mitte des 19. Jahrhunderts kam Gunzenberg an die Gemeinde St. Salvator. Seit der Gemeindestrukturreform von 1973 gehört der Ort zur Gemeinde Friesach.

## Bevölkerungsentwicklung
Für die Ortschaft zählte man folgende Einwohnerzahlen:
- 1869: 3 Häuser, 43 Einwohner[2]
- 1880: 2 Häuser, 47 Einwohner[3]
- 1890: 2 Häuser, 44 Einwohner[4]
- 1900: 2 Häuser, 44 Einwohner[5]
- 1910: 4 Häuser, 47 Einwohner[6]
- 1923: 4 Häuser, 40 Einwohner[7]
- 1934: 33 Einwohner[8]
- 1961: 4 Häuser, 14 Einwohner[9]
- 2001: 2 Gebäude (davon 2 mit Hauptwohnsitz) mit 2 Wohnungen; 11 Einwohner und 0 Nebenwohnsitzfälle; 2 Haushalte; 0 Arbeitsstätten, 3 land- und forstwirtschaftliche Betriebe[10]
- 2011: 2 Gebäude, 8 Einwohner, 2 Haushalte, 0 Arbeitsstätten[11]
- 2021: 2 Gebäude, 8 Einwohner, 2 Haushalte, 2 Arbeitsstätten[12]